# Station Marne-la-Vallée - Chessy
Marne la Vallée - Chessy (Frans: Gare de Marne-la-Vallée - Chessy; binnen het RATP-netwerk bekend als Marne-la-Vallée Chessy - Parcs Disneyland) is een station 31 kilometer ten oosten van de Franse hoofdstad Parijs, gelegen in de gemeente Chessy in het departement Seine-et-Marne (regio Île-de-France). Het station bestaat uit twee delen: de sporen en perrons voor het regionaal vervoer (lijn A van het RER) en voor het (inter)nationaal vervoer (TGV en Eurostar). Naast het treinstation is ook een busstation.

## Het station
Het station ligt voor Disneyland Parijs en haar ingangen. Ook Disney Village ligt er pal voor. Op 1 april 1992 werd het station als eindpunt van RER A geopend. Het doel van het station was om een railverbinding tussen Parijs en Disneyland mogelijk te maken. Het station werd steeds groter door de komst van de TGV en Eurostar op het raccordement d'interconnexion nord-sud (LGV), geopend op 29 mei 1994. Thalys (nu onderdeel van Eurostar) had tot 31 maart 2007 een rechtstreekse verbinding tussen Marne la Vallée-Chessy, Brussel-Zuid en Amsterdam Centraal. Exact 12 jaar later, op 31 maart 2019, werd de verbinding heropend. Door deze rechtstreekse verbinding dienen reizigers vanuit Nederland niet meer over te stappen in Brussel op de TGV of in Parijs op de RER.
De Thalys reed volgens dienstregeling twee keer per dag van Amsterdam Centraal (via Rotterdam Centraal, Antwerpen-Centraal, Brussel-Zuid en Aéroport Charles-de-Gaulle) naar Marne la Vallée-Chessy en terug. De eerste trein vertrok, gecombineerd met een andere Thalys naar Paris Nord, om 7.15 uur uit Amsterdam Centraal. De tweede trein naar Marne la Vallée-Chessy vertok om 15.15 uur. Vanwege de coronapandemie werd de dienst in maart 2020 gestaakt. Na een onderbreking van twee jaar keerde de dienst in maart 2022 op beperkte schaal weer terug.
Er is een overstap mogelijk tussen de bussen van Pep's, Seine et Marne Express, Tramy, etc. Voor mensen die overnachten in een van de Disney-hotels is er een shuttledienst aanwezig tussen het station en/of attractiepark en het hotel. Het RER-station telt per dag ongeveer 11.000 passagiers en het TGV-station ongeveer 5.000 passagiers.

## Treindienst
Eurostar- en RER-diensten (voor de RER-dienst zijn niet alle station weergeven):
| Serie         | Treinsoort          | Route | Bijzonderheden |
| ------------- | ------------------- | --- | --- |
| Eurostar 9900 | Eurostar (Eurostar) | Amsterdam Centraal – Schiphol Airport – Rotterdam Centraal – Antwerpen-Centraal – Brussel-Zuid – [ Aéroport Charles-de-Gaulle 2 TGV – Marne-la-Vallée - Chessy ] / [ Chambéry-Challes-les-Eaux – Albertville – Moûtiers - Salins - Brides-les-Bains – Aime-La Plagne – Landry – Bourg-Saint-Maurice ] / [ Valence-Rhône-Alpes-Sud TGV – Avignon TGV – Aix-en-Provence TGV – Marseille Saint-Charles ] | Via HSL. Marne-la-Vallée - Chessy 2 keer per dag. Bourg-Saint-Maurice 1 keer per week in de winter. Marseille Saint-Charles 1 keer per week in de zomer. |
| RER A         | RER (SNCF / RATP)   | [ [ Cergy-le-Haut – ] / [ Poissy – ] Maisons-Laffitte – ] / [ Saint-Germain-en-Laye – Rueil-Malmaison – Nanterre-Université – ] Nanterre-Préfecture – La Défense – Châtelet - Les Halles – Paris-Lyon – Vincennes – [ Fontenay-sous-Bois – La Varenne - Chennevières – Boissy-Saint-Léger ] / [ Val de Fontenay – Bry-sur-Marne – Noisy-le-Grand - Mont d’Est – Torcy – Marne-la-Vallée - Chessy ]    | |

## Afbeeldingen

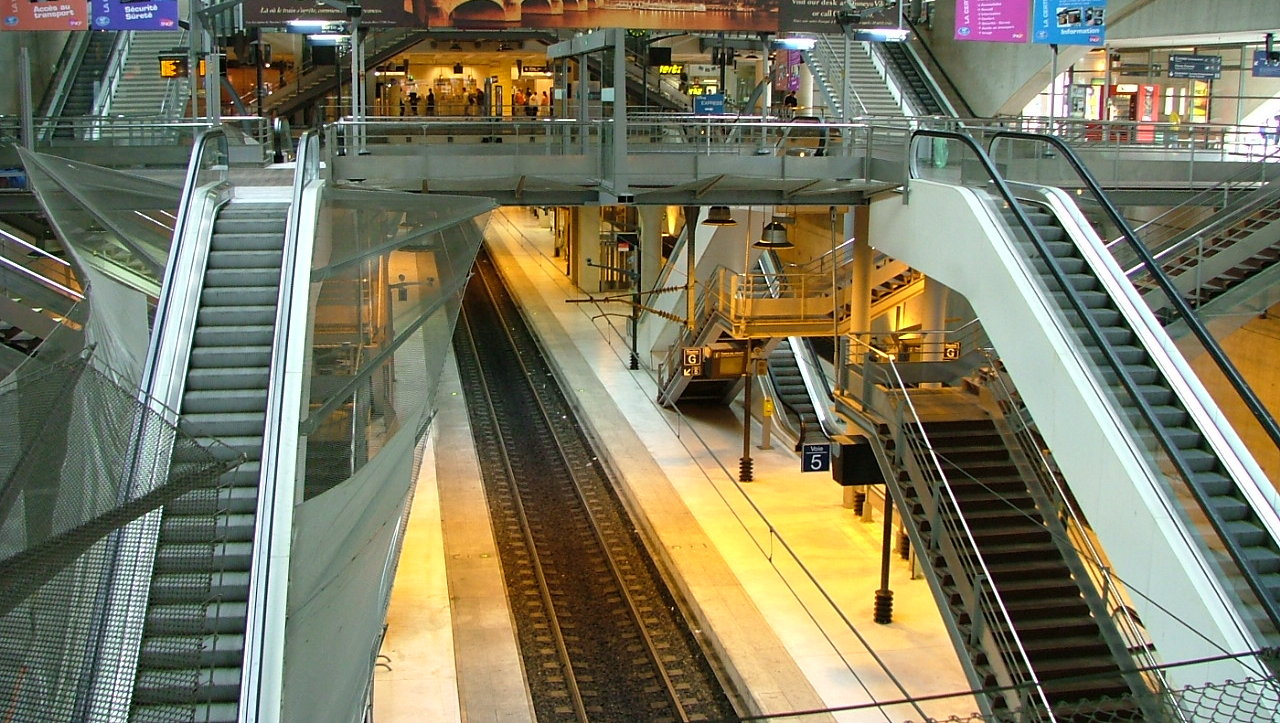
De sporen van de TGV en Eurostar
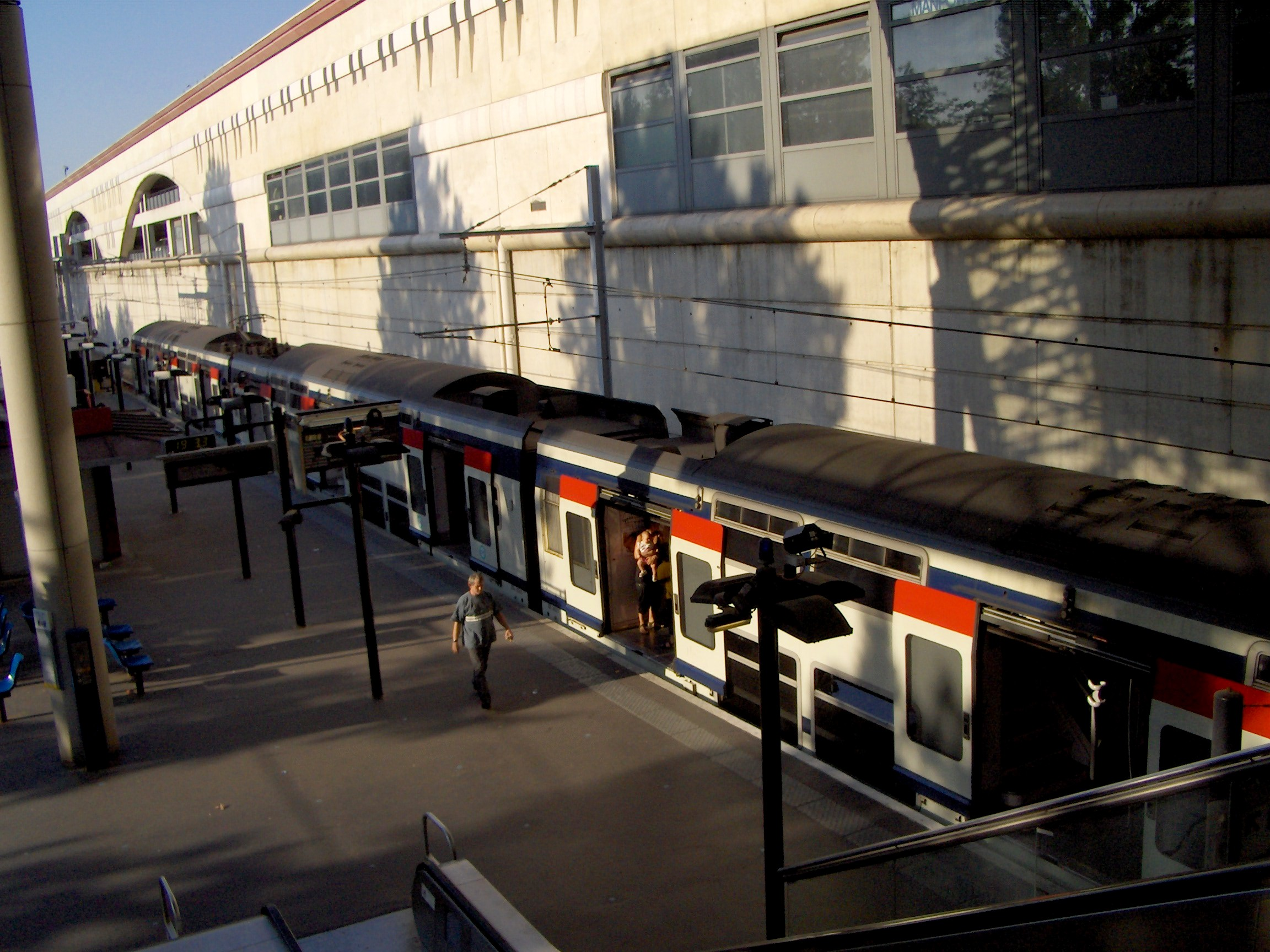
RER A-perrons
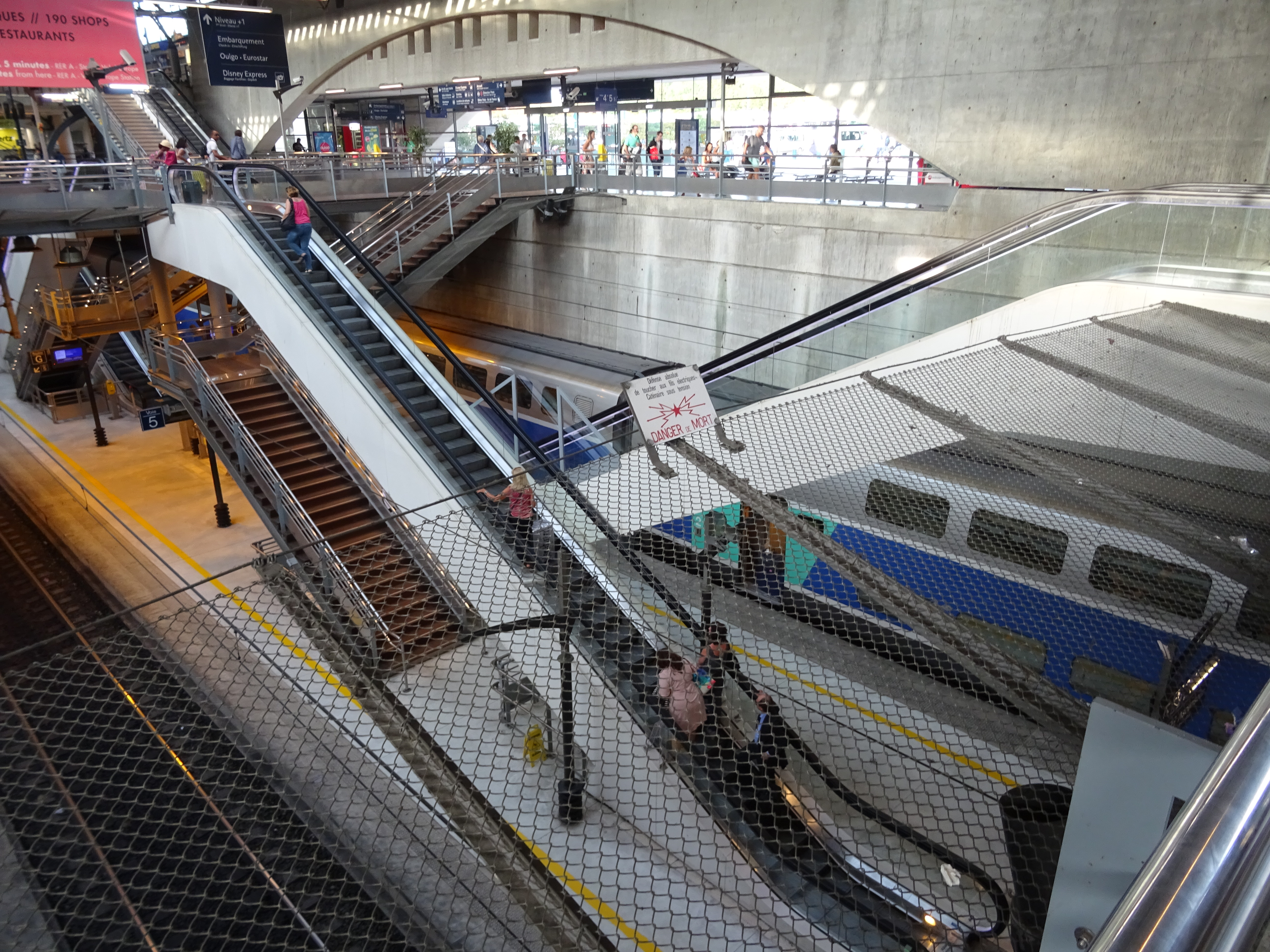
TGV op Marne la Vallée-Chessy

## Vorig en volgend station (RER)
| Richting                   | Vorig station | Lijn  | Volgend station | Richting    |
| -------------------------- | ------------- | ----- | --------------- | ----------- |
| Cergy-le-Haut A3 Poissy A5 | Val d'Europe  | RER A | Eindpunt        | Eindpunt A4 |